# Agariciidae
Az Agariciidae a virágállatok (Anthozoa) osztályába és a kőkorallok (Scleractinia) rendjébe tartozó család.
A WoRMS adatai szerint 56 elfogadott faj tartozik ebbe a korallcsaládba.

## Rendszerezés
A családba az alábbi 8 nem tartozik:
- Agaricia Lamarck, 1801 - 7 faj; típusnem
- Coeloseris Vaughan, 1918 - 1 faj
- Dactylotrochus Wells, 1954 - 1 faj
- Gardineroseris Scheer & Pillai, 1974 - 1 faj
- Helioseris Milne Edwards & Haime, 1849 - 1 faj
- Leptoseris Milne Edwards & Haime, 1849 - 18 faj
- Pachyseris Milne Edwards & Haime, 1849 - 6 faj
- Pavona Lamarck, 1801 - 21 faj